# Artemisia tridentata
L'Artemisia tridentata è una pianta della famiglia delle Asteraceae, nativa degli Stati Uniti d'America occidentali, ove è conosciuta con il nome comune di sagebrush.

## Morfologia
Si presenta come un arbusto argenteo-grigio che, lungo i fiumi o in altre zone relativamente umide, può svilupparsi sino 3 m di altezza, ma solitamente non supera 1–2 m.
L'artemisia tridentata è caratterizzata da una fragranza forte e pungente, specialmente se bagnata, come la salvia comune. Non è però imparentata con quest'ultima ed ha un sapore più amaro. Si pensa che il suo odore serva a scoraggiare eventuali predatori.
Le foglie, 1–4 cm di lunghezza e 0,3–1 cm di larghezza, sono spatolate-obovate a margine liscio e sono connesse al ramo nell'estremità più stretta. Le più grandi ed esterne di solito terminano con 3 lobi (alle volte 2 o 4), da qui L'epiteto specifico "tridentata".
Le foglie sono ricoperte di fini peli argentei che si pensa mantengano fresca la foglia e quindi minimizzino la perdita d'acqua.
La maggior parte delle foglie sono annuali, visto anche l'A. tridentata tende a vivere in aree dove le precipitazioni invernali sono maggiori di quelle estive.
Fiorisce nella tarda estate o all'inizio di autunno. I fiori sono gialli, riuniti in grappoli lunghi e snelli.

## Distribuzione e habitat
Cresce nelle zone aride degli Stati Uniti d'America occidentali. E sull’isola della Maddalena (SS). Costituisce la vegetazione primaria di ampie zone desertiche del Gran Bacino.

## Tassonomia
Alcuni autori attribuiscono questa specie al genere Seriphidium (S. tridentatum), ma i più non seguono questa classificazione.
Se ne conoscono cinque sottospecie:
- Artemisia tridentata subsp. parishii (A. Gray) H. M. Hall & Clem. (Sin. A. parishii A. Gray, A. tridentata var. parishii (A. Gray) Jeps.)
- Artemisia tridentata subsp. tridentata
- Artemisia tridentata subsp. vaseyana (Rydb.) Beetle (Sin. A. tridentata var. vaseyana (Rydb.) B. Boivin, A. vaseyana Rydb.)
- Artemisia tridentata subsp. wyomingensis Beetle & A. L. Young (Sin. A. tridentata var. wyomingensis (Beetle & A. L. Young) S. L. Welsh)
- Artemisia tridentata subsp. xericensis Winward ex Rosentreter & R. G. Kelsey

## Uso
La pianta è altamente allergenica per l'uomo, e può causare dermatiti se applicata alla pelle di individui allergici. Gli oli essenziali della pianta sono metabolizzati nel fegato in composti tossici che possono causare la coagulazione del sangue con conseguente formazione di micro-trombi nel fegato e nel tratto digestivo.
I nativi americani usavano l'artemisia tridentata come rimedio topico per fermare le emorragie interne causate da ferite da battaglia o da parto.

## Curiosità
Il fiore dell'A. tridentata è il fiore simbolo dello Stato del Nevada, e compare anche nella bandiera.